# 12923 Zephyr
12923 Zephyr è un asteroide near-Earth del gruppo Apollo del diametro medio di circa 2 km. Scoperto nel 1999, presenta un'orbita caratterizzata da un semiasse maggiore pari a 1,9622220 au e da un'eccentricità di 0,4921636, inclinata di 5,30533° rispetto all'eclittica.
L'asteroide è dedicato a Zefiro, personiicazione del vento di ponente nella mitologia greca.